# Pearl Island
Pearl Island (kinesiska: 龍珠島, 龙珠岛) är en ö i Hongkong (Kina). Den ligger i den nordvästra delen av Hongkong.